# فرج‌آباد (چالوس)
فرج آباد ، روستایی است از توابع بخش مرکزی شهرستان چالوس در استان مازندران ایران.

## جمعیت
این روستا در دهستان کلارستاق شرقی قرار دارد و براساس سرشماری مرکز آمار ایران در سال ۱۳۸۵، جمعیت آن ۷۰۶ نفر (۲۰۴خانوار) بوده‌است. مردم فرج آباد از قومیت طبری هستند. مردم فرج آباد به زبان طبری با گویش چالوسی سخن می‌گویند.